# Miki Yoshikawa
吉河美希
Œuvres principales
Première œuvre : Drôles de racailles
Deuxieme œuvre  : Yamada-kun and the Seven Witches
Troisième œuvre : A Couple of Cuckoos (en cours)
Quatrième œuvre : Hiiragi-san no Kyūketsu Jijō (en cours)
Miki Yoshikawa (吉河美希, Yoshikawa Miki), née en 1982, est une mangaka japonaise. Elle fut l'assistante de Hiro Mashima, auteur de Rave et de Fairy Tail. Elle est aujourd'hui connue comme l'auteure des mangas Drôles de racailles, Yamada-kun and the Seven Witches et A Couple of Cuckoos.
Miki Yoshikawa, est un mangaka qui a trouvé sa spécialité  dans le genre de la comédie romantiques (rom-com).
Chacune de ses œuvres est plutôt bien accueillie en terme critique ou des ventes. De plus dans chacune de ses œuvres, elle tente d'innover dans un genre très codifié.

## Œuvre
- Drôles de racailles (ヤンキー君とメガネちゃん, Yankī-kun to Megane-chan?) - Sérialisé dans le Weekly Shōnen Magazine (2006-2011, 23 volumes)
- Yamada-kun and the Seven Witches (山田くんと７人の魔女, Yamada-kun to Nana-nin no majo?) - Sérialisé dans le Weekly Shōnen Magazine (2012-2017, 28 volumes)
- A Couple of Cuckoos (カッコウの許嫁, Kakkou no Īnazuke?) - Sérialisé dans le Weekly Shōnen Magazine (2020-en cours, 16 volumes)
- 柊さんちの吸血事情 (Hīragi-san Chi no Kyūketsu Jijō?) - Sérialisé dans le Bessatsu Shōnen Magazine (2021-en cours, 2 volumes)